# Princession Orchestra
《Princession Orchestra》是由Aria Entertainment、Takara Tomy和國王唱片創作、SILVER LINK.製作的日本動畫。

## 登場人物
空野水萌（聲：葵梓）
性格會畏縮，但內心堅強的國中二年級生。是個溫柔的女孩子。擅長製作點心。
識邊篝（聲：藤本侑里）
擅長歌舞的國中二年級生。溫柔且平易近人的少女。喜歡甜食。
一條流星（聲：橘杏咲）
水萌和篝的後輩，國中一年級生。
納比尤（聲：下野紘）
生活在愛麗絲琵亞的妖精，外表像兔子。
格林（聲：新井里美）

卡利斯特（聲：小林千晃）
Snatch的領隊兼主唱。擅長給樂隊其他成員進行身材管理。
奇塔（聲：千葉翔也）
Snatch的一員，吉他手。
貝斯（聲：榎木淳彌）
Snatch的一員，貝斯手。
多蘭（聲：武內駿輔）
Snatch的一員，鼓手。
空野誠志郎（聲：日野聰）
水萌的父親，晨間新聞頻道的主持人。
空野洋子（聲：南條愛乃）
水萌的母親，西點專業學校的老師。擅長做點心。
空野陸（聲：若井友希）
水萌的弟弟。喜歡玩遊戲。
陽之下夏（聲：藍村光）
水萌的兒時好友。擅長作詞作曲，是個對待夢想認真的努力家。
根津愛子（聲：逢田梨香子）

姬崎未來（聲：夏吉優子）

## 主題曲
片頭曲
演唱：；作詞、作曲：上松範康，編曲：菊田大介
於第1集作為片尾曲使用。
片尾曲

演唱：；作詞：Spirit Garden，作曲、編曲：菊田大介
（第5集）
演唱：一条（橘杏咲）；作詞：Spirit Garden，作曲、編曲：竹田祐介
（第13集）
演唱：；作詞：Spirit Garden，作曲、編曲：笠井雄太
| 使用集數                   | 曲名               | 歌手         | 作詞          | 作曲     | 編曲     |
| -------------------------- | ------------------ | ------------ | ------------- | -------- | -------- |
| 1—3、5、7、10、12、 15、17 | OVER THE BLAZE     | （藤本侑里） | Spirit Garden | 笠井雄太 | 笠井雄太 |
| 1                          | STAR LIGHT         | （藤本侑里） | Spirit Garden | 菊田大介 | 菊田大介 |
| 1、10                      |                    | （藍村光）   | Spirit Garden | 菊田大介 | 菊田大介 |
| 2—5、7、12、 14、18        |                    | （葵梓）     | Spirit Garden | 菊田大介 | 菊田大介 |
| 5、6、10—12、14、16        | 激光 It's ME!      | （橘杏咲）   | Spirit Garden | 竹田祐介 | 竹田祐介 |
| 8、9、11、12               | TRIAD FORCE        | [ 成员 1 ]   | Spirit Garden | 菊田大介 | 笠井雄太 |
| 12                         | -Ver. First Blood- | （小林千晃） | Spirit Garden | 笠井雄太 | 笠井雄太 |
| 13                         |                    | （小林千晃） | Spirit Garden | 菊田大介 | 菊田大介 |
| 16                         |                    | （橘杏咲）   | Spirit Garden | 笠井雄太 | 笠井雄太 |
| 17                         | SOULISM            | （藤本侑里） | Spirit Garden | 竹田祐介 | 竹田祐介 |
| 17、19                     | Only Yours         | （藤本侑里） | Spirit Garden | 菊田大介 | 菊田大介 |
| 18                         |                    | （葵梓）     | Spirit Garden | 竹田祐介 | 竹田祐介 |

1. 1 2 3  （葵梓）、（藤本侑里）、（橘杏咲）
2. ↑  （小林千晃）、（千叶翔也）、（榎木淳弥）、（武内骏辅）

## 各集列表
| 集數 | 標題             | 編劇     | 分鏡     | 演出                           | 作畫監督 | 總作畫監督                   | 首播日期      |
| ---- | ---------------- | -------- | -------- | ------------------------------ | --- | ---------------------------- | ------------- |
| 1    | 這個美妙的世界   | 逢空萬太 | 關根侑佑 | 關根侑佑                       | 井本由紀、濱口漠、山吉一幸、原口涉、大槻南雄、BEEP、BigOwl、育松                                                      | 秋山由樹子                   | 2025年4月6日  |
| 2    | 少女的竭盡全力   | 逢空萬太 | 澤井幸次 | 小柴純彌                       | 竹森由加、錦戶未奈、重松、柴田知波、宮本武史                                                                          | 秋山由樹子                   | 2025年4月13日 |
| 3    | 下定決心！       | 逢空萬太 | 二瓶勇一 | 村上勉                         | 陳潔瓊、李品華、趙親雲、松本勝次                                                                                      | 秋山由樹子、山吉一幸         | 2025年4月20日 |
| 4    | 一條長瀨不成川   | 逢空萬太 | 渡邊慎一 | 小野田雄亮                     | 清水雄介、半扇門、曉                                                                                                  | 秋山由樹子、山吉一幸         | 2025年4月27日 |
| 5    | 流星 劈開黑暗    | 逢空萬太 | 大畑晃一 | 福多潤                         | 北島勇樹、本田創一、小牧容子、川口弘明、高野菜央、前田綾、大槻南雄、片山敬介、雪夜野、森林惠、BEEP、RadPlus、reboot、 | 秋山由樹子、山吉一幸         | 2025年5月4日  |
| 6    | 歌姬的休息       | 逢空萬太 | 成田歲法 | 守田芸成                       | 永野美春、川添亞希子、萩原正人、林隆洋                                                                                | 澤入祐樹                     | 2025年5月11日 |
| 7    | 預感 有新        | 逢空萬太 | 關根侑佑 | 小柴純弥                       | 竹森由加、原口涉、大槻南雄、BEEP、Big Owl                                                                             | 平田和也                     | 2025年5月18日 |
| 8    | 公主協奏         | 逢空萬太 | 澤井幸次 | 村上勉、原田                   | 陳潔瓊、李品華、趙親雲、松本勝次                                                                                      | 澤入祐樹、平田和也、山吉一幸 | 2025年5月25日 |
| 9    | 「喜歡」是無敵的 | 逢空萬太 | 尾上皓紀 | 尾上皓紀                       | 大槻南雄、原口涉、重松、黄志華、廖敏惠、BEEP                                                                          | 山吉一幸                     | 2025年6月1日  |
| 10   | 蜜柑奮鬥記       | 逢空萬太 | 渡邊慎一 | 小野田雄亮                     | 清水雄介 | 山吉一幸                     | 2025年6月8日  |
| 11   | 卡利斯特的陰影   | 逢空萬太 | 渡邊慎一 | 小柴純弥                       | 竹森由加、原口涉、高野菜央、BEEP、RadPlus、                                                                           | 山吉一幸                     | 2025年6月15日 |
| 12   | 樂園不用流淚     | 逢空萬太 | 渡邊慎一 | 福多潤                         | 永野美春、川添亞希子、萩原正人、林隆洋、藁科将人                                                                      | 山吉一幸                     | 2025年6月22日 |
| 13   | 與你的間奏曲     | 逢空萬太 | 海野     | 小柴純弥                       | 竹森由加、大槻南雄、井本由紀、BEEP、BigOwl、                                                                          | 山吉一幸                     | 2025年7月6日  |
| 14   | 開始發明         | 逢空萬太 | 澤井幸次 | 村上勉、原田、下栃棚結奈       | 陳潔瓊、李品華、趙親雲、马宝林                                                                                        | 山吉一幸                     | 2025年7月13日 |
| 15   | 心目中的自己     | 逢空萬太 | 關根侑佑 | 尾上皓紀                       | 井本由紀、ECHO Animation、BEEP、                                                                                      | 澤入祐樹                     | 2025年7月20日 |
| 16   | 閃亮的守護者     | 逢空萬太 | 渡邊慎一 | 小野田雄亮                     | 清水雄介 | 山吉一幸                     | 2025年7月27日 |
| 17   | 律動的熱情       | 逢空萬太 | 澤井幸次 | 小柴純弥                       | 原口涉、大槻南雄、井本由紀、瀨戶良兼、BEEP、神龍、曉                                                                  | 山吉一幸                     | 2025年8月3日  |
| 18   | 傳承的歸處       | 逢空萬太 | 澤井幸次 | 福多潤                         | 鈴木FALCO、小林宏平、小林茉利奈、BEEP、RadPlus                                                                        | 山吉一幸                     | 2025年8月10日 |
| 19   | 自由的意義       | 逢空萬太 | 海野     | 粟井重紀、畝﨑祐大、下栃棚結奈 | 陈潔琼、李品華、马宝林、胡威、赵晨                                                                                    | 山吉一幸                     | 2025年8月17日 |

## 另見
- 戰姬絕唱SYMPHOGEAR：金子彰史和上松範康的另一作品
- 光之美少女偶像與你：光之美少女系列第22個作品，與本條目類型相同的同期動畫。
- 祕密的偶像公主：同電視台同樣以偶像為題材同期作品

## 外部連結
- 官方网站（日語）